# Велосипедне колесо

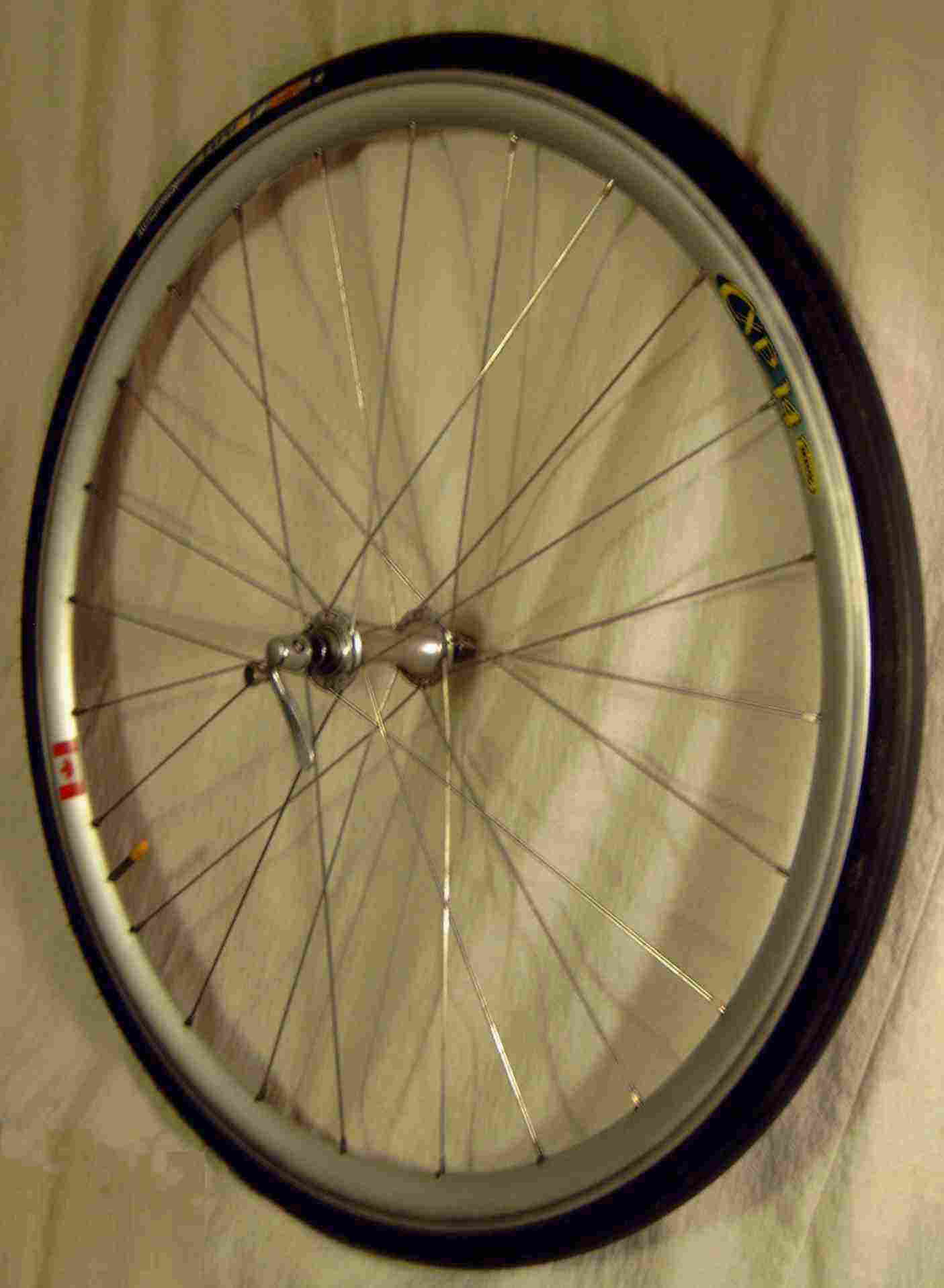
Переднє колесо

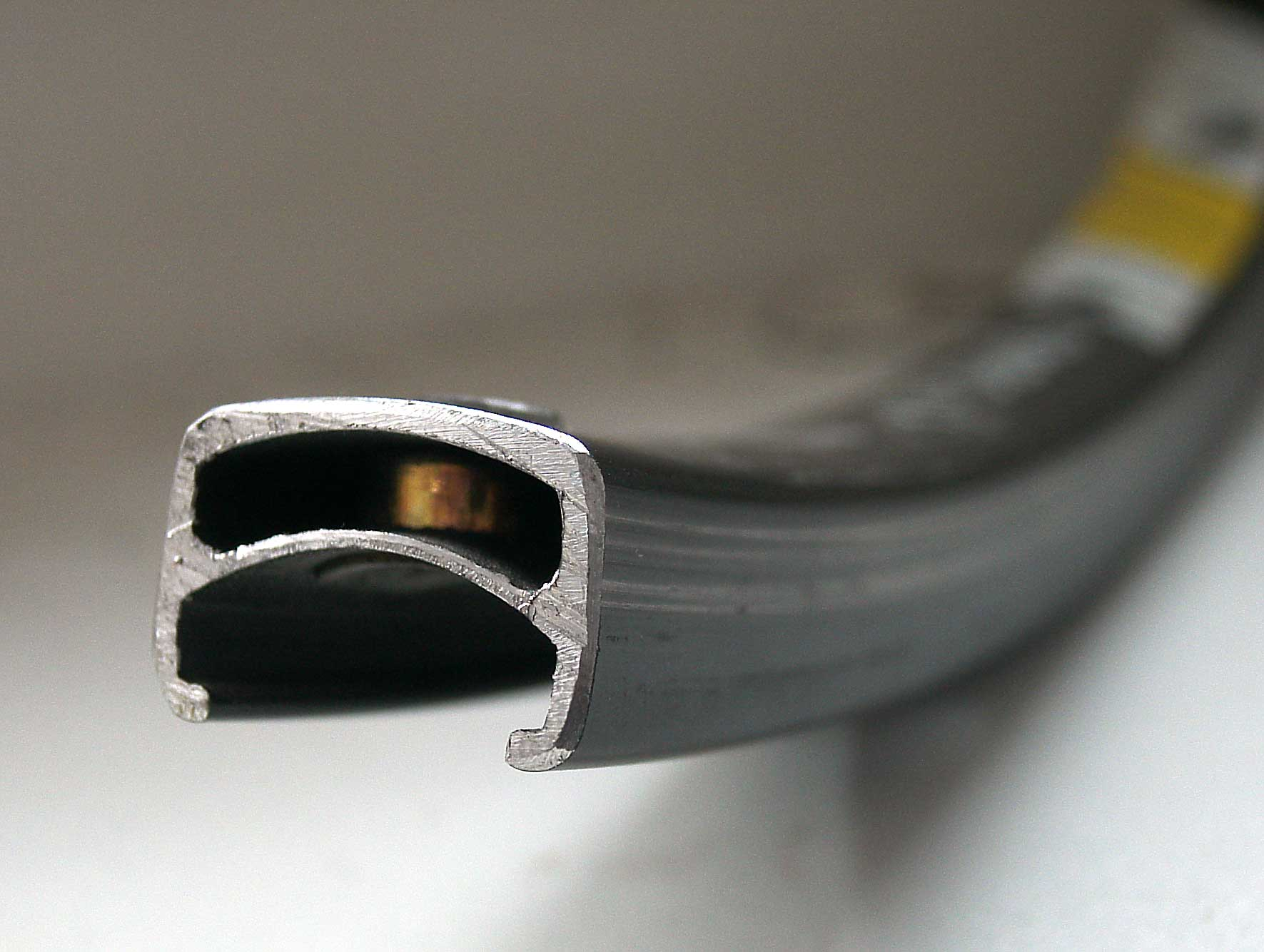
Обод в перерізі

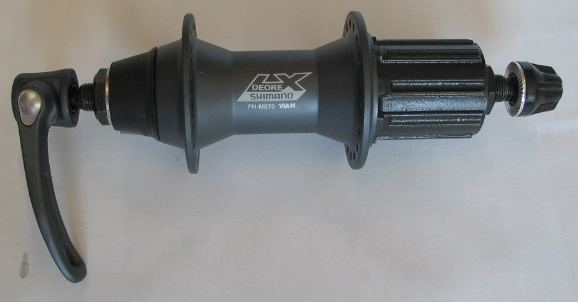
Велосипедна маточина Shimano LX (заднього колеса)

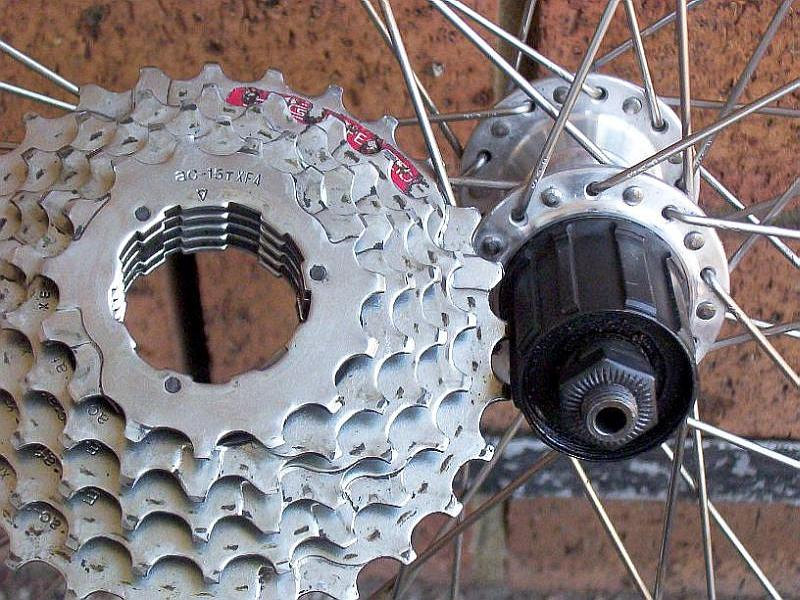
Задня маточина з виступом тіла трансмісії для кріплення пакету зірочок

Велосипедне колесо — збалансована конструкція, що складається з маточини, спиць, обода, камери і шини.

## Обід
Обід колеса — частина велосипедного колеса, яка спицями кріпиться до маточини колеса (втулки). На обід монтується велосипедна шина.

### Конструкція
Велосипедний обід звичайно має П-подібний профіль, до центральної частини якого кріпляться спиці, а бокові частини утримують шину. У велосипедах з обідними гальмама зовнішні бокові частини ободу є частиною гальмівної системи. Число спиць у різних моделях ободів може бути від 12 до 48 (для коліс діаметром 26 типово — 36 або 32) і має збігатися з числом спиць, на які розрахована маточина колеса (втулка).
Обід виготовляється з алюмінієвих сплавів, сталі або карбону. Алюмінієві ободи в порівнянні зі сталевими міцніші, легші, менш схильні до корозії.
У ободах, призначених для їзди по пересіченій місцевості, для збільшення жорсткості всередині П-подібного перетину обода вмонтоване додаткове ребро жорсткості. Такі ободи називаються подвійними.

### Деформації
Через перевантаження, удари або нерівномірний натяг спиць на ободі можуть виникнути деформації, найбільш поширеною з яких є «вісімка», яка візуально проявляється у вигляді «виляння» колеса при обертанні й може супроводжуватися тертям обода об гальмівні колодки. Вісімка створює поперемінні динамічні напруження в рамі велосипеда і може призводити до виникнення мікротріщин і передчасного зносу рами.

### «Парасольки»
У колесах зі спицями спиці з кожного боку втулки утворюють «парасольки», які дають змогу регулювати зсув обода вздовж осі колеса. Правильне співвідношення парасольок забезпечує положення обода в центрі площини рами велосипеда та рівномірне навантаження на точки кріплення осі кожного колеса. У велосипедах з пакетами зірочок парасольки звичайно асиметричні — асиметрія досягається регулюванням спиць або висотою бортика, який утримує спиці на маточині колеса.

## Маточина колеса
Велосипедна маточина являє собою центральну частину колеса велосипеда, яка обертається на осі. До фланців маточини кріпляться спиці.
Передня маточина колеса має простішу структуру, тому що тільки забезпечує вільне обертання колеса на осі. Центри також повинні забезпечити правильну роботу трансмісії велосипеда.

### Конструкція і типи маточини
Маточина являє собою рукав, усередині якого містяться підшипники, а з країв її, як правило, розташовуються два фланці з отворами для кріплення спиць. Деякі маточини мають місця для гальмівного диску або вбудовані гальма барабанного типу. Маточина заднього колеса містить пристосування для з'єднання з трансмісією. Існують маточини що містять вбудовані механізми вільного ходу та гальма що працюють від трансмісії (Торпедо)

## Інтернет-ресурси
- Building Bicycle Wheels by Sheldon Brown
- Tire Sizing Systems by Sheldon Brown